# 李應魁 (萬曆甲辰進士)
李應魁（16世紀—17世紀），字務滋，號光素，四川成都府內江縣人，明朝政治人物。

## 生平
李應魁自小聰穎，和兄長歲貢李應期研習經史。萬曆三十一年（1603年）中舉人，次年（1604年）聯捷進士，選翰林院庶吉士，三十五年四月授浙江道監察御史，巡按山西兩淮、長蘆巡鹽；改任河南大梁道僉事、陝西參議、肅州兵備副使、陝西按察使、山西按察使、右布政使、左布政使、光祿卿。他在任布政使時釐奸剔蠹，令奸人畏懼，但因為魏忠賢擅權決定致仕歸鄉。魏忠賢敗亡，李應魁得起用為太常寺卿，致仕歸。卒年六十。有詩文流傳。

## 家族
曾祖李允。祖父李师勉，號西湖。父李崇先（1546年-1596年），字紹夫，號芳湖，贈浙江道監察御史。母周氏（1550年-1598年）。永感下。兄應期、弟應春、應昌、應聘、應瓊。娶姚氏，繼娶蕭氏。

## 引用
1. ↑  《万历三十二年甲辰科进士履历便览》：李应魁，〇宇，书三，辛巳七月初八日生，内江县人，癸卯五十八，会一百二十六，三甲九十一，户部政，改翰林院庶吉士，丁未授浙江道，己酉升河南大宁道佥事，癸丑升陕西参议，乙卯升肃州副使，戊午加升按察使，己未拾遗，辛酉补山西按察使，壬戌升本省左布政，癸亥升光禄寺卿，本年升太常寺卿，乙丑调简，闲住。
2. 1 2  同治《餘干縣志·卷十一·人物志一》：李應魁 字光素，少穎敏，與兄明經應期採研經史，苦學不倦，萬歷癸卯舉於鄉，甲辰聯捷。選庶吉士，後為御史巡按山西兩淮，歷陞方伯，釐奸剔蠹，人畏憚之。熹宗時魏璫擅權，遂乞歸致歸；魏璫敗，起太常卿，名望大著，歸卒於家，年六十，有詩文傳後。
3. ↑  《明神宗顯皇帝實錄·卷四百三十二》：（萬曆三十五年四月乙未）……李應魁、鄧澄、唐之夔為浙江福建湖廣等道御史。
4. ↑  《明神宗顯皇帝實錄·卷四百四十五》：（萬曆三十六年四月丁未）戶部覆長蘆巡鹽李應魁奏……
5. ↑  《明神宗顯皇帝實錄·卷四百六十二》：（萬曆三十七年九月丁未）……李應魁為河南大梁道僉事御史。
6. ↑  《明神宗顯皇帝實錄·卷五百三十三》：（萬曆四十三年六月戊子）……李應魁為陝西參議。
7. ↑  《明神宗顯皇帝實錄·卷五百七十五》：（萬曆四十六年十月丙辰）……加陞肅州兵備副使李應魁按察使……
8. ↑  《明熹宗悊皇帝實錄·卷九》：（天啟元年四月己卯）……補原任按察使李應魁於山西……
9. ↑  《明熹宗悊皇帝實錄·卷二十八》：（天啟二年十一月丁巳）陞山西右布政李應魁為本省左布政。
10. ↑  《明熹宗悊皇帝實錄·卷三十三》：（天啟三年四月戊子）陞山西左布政使李應魁為光祿寺卿。